# Damian Gjiknuri

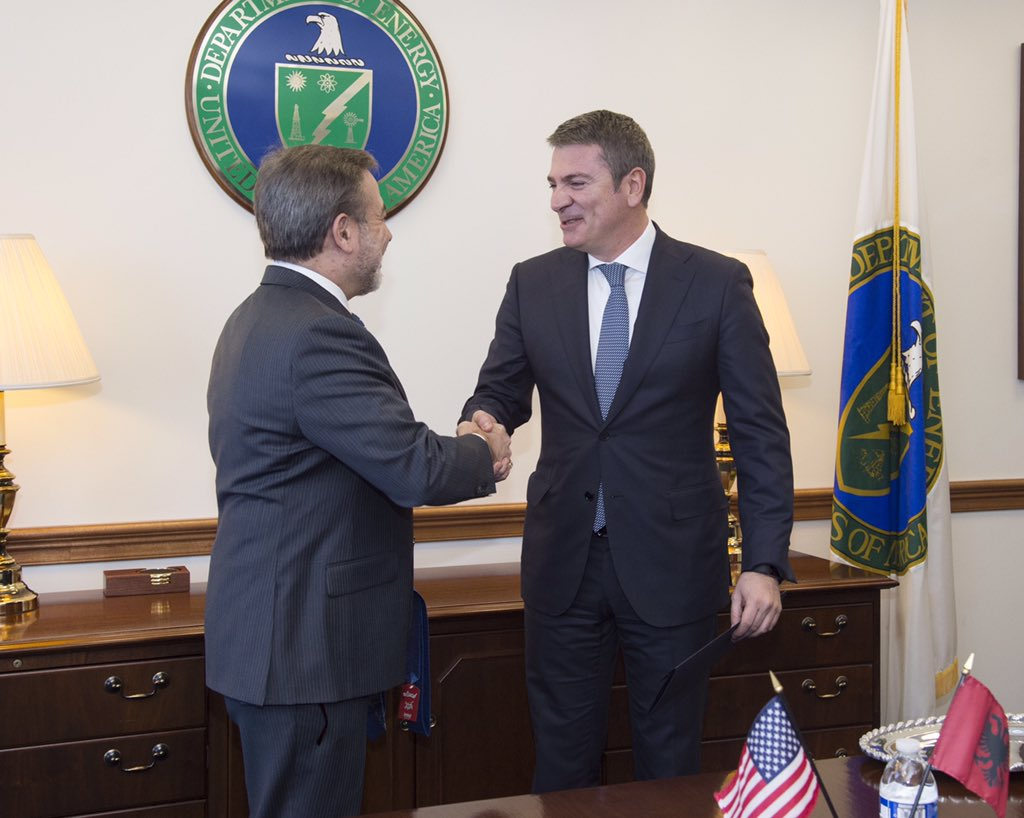
Treffen Gjiknuris mit Dan Brouillette im Februar 2018.

Damian Gjiknuri (* 25. Mai 1972 in Tirana) ist ein albanischer Politiker (PS). Von 2013 bis 2017 war er Minister für Energie und Industrie im Kabinett Rama I. Von September 2017 bis Dezember 2018 war er im Kabinett Rama II Minister für Energie und Infrastruktur.

## Ausbildung
Sein Studium der Rechtswissenschaften an der Universität Tirana absolvierte er 1994 mit einem Diplom. Im gleichen Jahr besuchte er eine postgraduale Weiterbildung im Bereich Internationales Recht an der Universität Leiden in den Niederlanden. Zwei Jahre später bekam er einen Master mit dem Schwerpunkt Öffentliche Verwaltung vom College of Law in London verliehen. Im Jahr 2000 bildete er sich am Genfer Zentrum für Sicherheitspolitik weiter. Seinen zweiten Master erhielt er von der Naval Postgraduate School. In seiner Abschlussarbeit beschäftigte er sich mit den Möglichkeiten zur Terrorismusbekämpfung in Albanien.
Er besuchte mehrere Kurse in der Europäischen Union und den Vereinigten Staaten. Dabei lagen die Schwerpunkte seiner Weiterbildung in den Bereichen Sicherheit, Öffentliche Verwaltung, Konzessionen und Wahlgesetzgebung.

## Politische Laufbahn
Damian Gjiknuri ist seit 2005 Mitglied in der Sozialistischen Partei und Mitglied im Parteivorstand.
Gjiknuri wurde 2007 zum Parteisekretär für juristische Fragen gewählt und ist einer der Autoren des Wahlgesetzes aus dem Jahr 2008. 
Er gilt als ein Experte im Bereich nationale, regionale und europäische Energiepolitik- und sicherheit. Premierminister Edi Rama bezeichnete ihn als einen seiner fähigsten Minister.

### Abgeordneter der Opposition (2009–2013)
Nach den nationalen Wahlen 2009 zog er als Abgeordneter des Qarks Elbasan zum ersten Mal in das albanische Parlament ein. Er war in den Jahren von 2009 bis 2013 Mitglied der parlamentarischen Kommission für Gesetzgebung und
zwischen 2011 und 2016 als Sekretär für Wahlen zuständig. Zwischen 2011 und 2012 wirkte er als Vorstand in der Kommission zur Wahlrechtsreform mit.

### Kabinett Rama I (2013–2017)
2013 stellte er sich zur Wahl und zog erneut als Abgeordneter des Qarks Elbasan in das Parlament ein.
Im Kabinett Rama I übernahm er zum ersten Mal Regierungsverantwortung und bekleidete den Posten als Minister für Energie und Industrie. 
Damit war Damian Gjiknuri für einen Energiesektor mit hohem Investitionsbedarf und schlechter finanzieller Lage zuständig. Zusätzlich übernahm er ein Ministerium, das sich im Rechtsstreit mit dem tschechischen Versorgungsunternehmen CEZ Shpërndarje befand.
Im März 2009 hatte die ČEZ 76 % der Aktien des Operatori i Sistemit të Shpërndarjes (kurz OSSH), ein Tochterunternehmen des staatlichen Energieversorgers Korporata Elektroenergjitike Shqiptare, für 102 Millionen Euro gekauft. Aufgrund von Streitigkeiten entzogen albanische Behörden unter Ministerpräsident Sali Berisha im Januar 2013 der CEZ Shpërndarje die Lizenz, worauf ČEZ den albanischen Staat verklagte. Nach Amtsübernahme von Damian Gjiknuri einigte sich Albanien mit den Tschechen außergerichtlich. Seitdem befinden sich die Aktienanteile der OSSH wieder im albanischen Staatsbesitz. 
Als Gjiknuri das Energieministerium übernahm, zahlten nur zwei Drittel der Kunden ihre Stromrechnungen. Durch das marode Stromnetz und illegale Anschlüsse gingen etwa 50 % des Stroms verloren. Die OSSHE schrieb im Jahr 2013 einen Verlust von 199 Millionen Euro bei Einnahmen von 282 Millionen Euro. Die Gesamtverschuldung erreichte 2014 einen Wert von 904 Millionen Euro und wuchs zwischen 2012 und 2014 um durchschnittlich 71 Millionen Euro pro Jahr.
Durch Investitionen in die elektrische Infrastruktur und Maßnahmen zur Disziplinierung der Kunden stiegen die Einnahmen für das Jahr 2015 auf 484 Millionen Euro. So erreichte das Unternehmen in dem Jahr zum ersten Mal ein positives Betriebsergebnis in Höhe von 110 Millionen Euro. Dadurch sanken die Schulden bis Ende 2016 auf 774 Millionen Euro. Verstärkte Kontrollen sorgten für eine Erhöhung der Zahlungsmoral, und der Anteil bezahlten Rechnungen stieg auf knapp 90 %. Die Verluste im Netz sanken bis Ende 2016 auf 28 %.

### Kabinett Rama II (2017–2021)
Bei den Parlamentswahlen 2017 bekam Gjiknuri sein drittes Mandat, diesmal wählte ihn jedoch der Qark Vlora zum Abgeordneten. In der neuen Regierung leitete Gjiknuri das Ministerium für Energie und Infrastruktur, das als Superministerium gilt. Nach einer Phase längerer Studentenproteste entließ Rama im Dezember 2018 acht Minister, darunter auch Damian Gjiknuri. Rama erklärte den Wechsel in Hinblick auf die anstehenden Lokalwahlen im Juni 2019.

## Privatleben
Damian Gjiknuri ist mit Rovena Gjiknuri verheiratet. Das Paar hat zwei Kinder, Sohn Aleks und Tochter Katerina. Damian Gjiknuri spricht fließend Englisch und gut Italienisch.